# (5300) Sats
(5300) Sats es un asteroide perteneciente al cinturón de asteroides, descubierto el 19 de septiembre de 1974 por la astrónoma soviética Liudmila Chernyj desde el Observatorio Astrofísico de Crimea (República de Crimea), Rusia).

## Designación y nombre
Designado provisionalmente como 1974 SX1. Fue nombrado Sats en honor a la directora teatral rusa Natalia Ilínichna Sats.

## Características orbitales
Sats está situado a una distancia media de 2,274 ua, pudiendo alejarse un máximo de 2,644 ua y acercarse un máximo de 1,905 ua. Tiene una excentricidad de 0,162.

## Características físicas
Este asteroide tiene una magnitud absoluta de 13,9.